# Carlos Drummond de Andrade
Pour les articles homonymes, voir Drummond.
Carlos Drummond de Andrade (1902-1987) est considéré comme l'un des principaux poètes de la littérature brésilienne, par l'influence et la portée de son œuvre.

## Biographie
Il est né le 31 octobre 1902 à Itabira (Minas Gerais), ville dont le souvenir imprégnera une partie de son œuvre. Diplômé en pharmacie, il est resté fonctionnaire la majeure partie de sa vie, bien qu'il ait commencé à écrire très jeune et ce jusqu'à sa mort. Il est décédé le 17 août 1987 à Rio de Janeiro, douze jours après la mort de sa fille unique, l'écrivain Maria Julieta Drummond de Andrade. À part la poésie, il a également écrit des contes et des chroniques.
Entre 1955 et 1962, il est membre du comité commanditaire de la revue littéraire colombienne Mito, aux côtés de Vicente Aleixandre, Luis Cardoza y Aragón, León de Greiff, Octavio Paz et Alfonso Reyes.
Il était lié à Roberto Alvim Corrêa qui fut éditeur à Paris dans les années 1930.

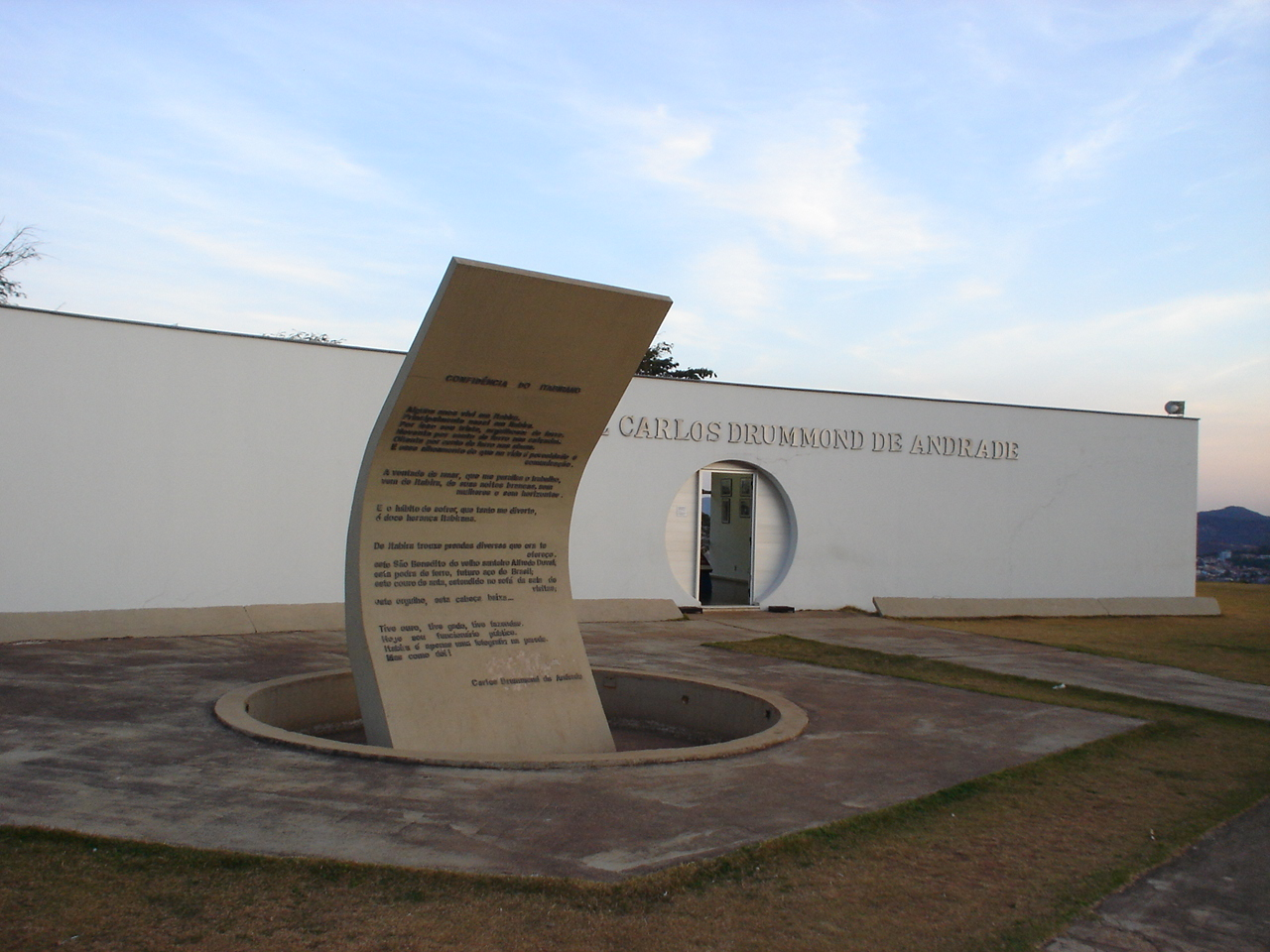
Mémorial en mémoire de Carlos Drummond de Andrade, à Itabira

## Drummond et le modernisme brésilien
Drummond, comme les autres modernistes, proclama la liberté des mots, une libération qui autorise un langage modelé poétiquement et situé en marge des conventions habituelles. La libération proposée par Drummond rend le rythme plus libre en instituant le vers libre. Avec cette libération, le rythme ne se soumet plus à une métrique rigide. Si on divise le Modernisme en deux courants : un plus lyrique et subjectif et l’autre plus objectif et concret, Drummond se classe dans le premier, à côté de Mário de Andrade. Il est important de signaler cependant, que la poésie de Drummond se situe au-dessus des tendances littéraires et de leurs classements. Sa poésie reste toujours bien actuelle.

## Œuvre (traductions françaises)
- Conversation extraordinaire avec une dame de ma connaissance et autres nouvelles. Traduit par Genevève Leibrich, Inès Oseki Depré et Mario Carelli. Paris, Éditions A. M. Métaillié, 1985.
- Poésie. Choix, traduction et notes de Didier Lamaison. Paris, Gallimard, 1990.
- La Machine du monde et autres poèmes. Traduit et présenté par Didier Lamaison. Paris, Poésie/Galimard, 2005.
- Mort dans l'avion et autres poèmes. Traduit par Ariane Witowski. Édition bilingue. Paris, Chandeigne, 2005.